# Parafia św. Antoniego Padewskiego w Dziemianach
Parafia Świętego Antoniego Padewskiego w Dziemianach – rzymskokatolicka parafia w Dziemianach. Należy do dekanatu bruskiego diecezji pelplińskiej. Erygowana w 1919 roku.
Do parafii należą miejscowości: Dąbrówka,   Dębina, Jastrzębie,  Piechowice,   Raduń, Szablewo,   Trzebuń.